# Кармин, Павел Васильевич
Па́вел Васи́льевич Карми́н (1821—25 апреля 1875) — архитектор, академик архитектуры Императорской Академии художеств.

## Биография
Родился в 1821 году.
Учился в Императорской Академии художеств (1827—1839), занимаясь под ближайшим руководством Константина Тона, одновременно ассистировал ему и состоял помощником в мастерской. Получил малую серебряную медаль Академии художеств (1838). Получил от Академии художеств звание художника с правом на чин XIV класса со шпагой (1839).
По окончании курса учения (1839) состоял помощником своего учителя, архитектора К. А. Тона при постройках: гофмейстерского флигеля Мариинского дворца (до 1845), Благовещенской церкви л.-гв. Конного полка (с 1843 по 1849) и церкви св. Павла л.-гв. егерского полка (1849—1852), прикомандированный уже к Кабинету Его Величества с званием каменных дел мастера. Заслужив в 1850, как за занятия по означенным сооружениям, так и за многие частные работы звание академика, он занялся исполнением различных поручений Строительной Конторы Министерства Императорского Двора, к которой был прикомандирован в 1857, и обязанностей по должности архитектора при С.-Петербургском Биржевом здании, полученной им в том же году, а также перестройкой: церкви Вознесения Христова (1851—1852) и казарм Преображенского полка и постройкой: мастерских для С.-Петербургского Общества газового освещения (1852) и дома для С.-Петербургского митрополита (1863). Наконец, с получением в 1862 должности архитектора для ремонтных работ по зданиям Академии художеств, а впоследствии места полициймейстера там же, участвовал в перестройке и отделке главного академического корпуса к столетнему юбилею Академии.
Среди основных построек Кармина в Санкт-Петербурге: доходные дома (Витебская, 2, 1859; Колокольная, 4, 1860), мастерские Общества газового освещения.
Умер 25 апреля (7 мая) 1875 года. Похоронен на Волковском православном кладбище.

### Известные проекты
Известными проектами архитектора П. В. Кармина в Санкт-Петербурге являются:
- Дом причта Воскресенской церкви. Володи Ермака ул., 7; Витебская ул., 2 (1859)[6]
- Доходный дом. Колокольная ул., 4; Дмитровский пер., 17 (1860)[7]